# Cedrová revoluce
Cedrová revoluce, známá také jako Povstání za nezávislost, byla série demonstrací, která se odehrála v Libanonu, zejména pak v hlavním městě Bejrútu v roce 2005. Demonstrace byly vyvolány atentátem na bývalého libanonského premiéra Rafíka Harírího. Hnutí bylo typické vyhýbáním se násilí, mírovým přístupem a spoléháním se čistě na metody občanského odporu.
Primárními cíli aktivistů bylo dosáhnout stažení syrských jednotek okupujících Libanon od roku 1976, nahrazení vlády silně ovlivněné syrskými zájmy nezávislejším vedením, ustavení mezinárodní komise pro vyšetřování atentátu na premiéra Harírího, rezignace bezpečnostních činitelů za účel zajištění úspěch těchto plánů a uspořádání svobodných parlamentních voleb. Obecně řečeno demonstranti požadovali konec syrského vlivu v politice Libanonu.
Na začátku demonstrací měla Sýrie v Libanonu zhruba 14 000 vojáků a zpravodajských agentů. Po demonstracích se syrské jednotky 27. dubna 2005 z Libanonu zcela stáhly. Po odstoupení prosyrské Karámího vlády 19. dubna, všeobecných volbách v roce 2005 a zřízení zvláštního tribunálu pro Libanon bylo dosaženo hlavních cílů revoluce.
Opozice používala jako své symboly bíločervený šátek a modrou stuhu. Nejpopulárnějším heslem hnutí bylo Hurriyyeh, Siyedeh, Istiqlel (česky Svoboda, suverenita, nezávislost).

## Původ názvu
Název „Cedrová revoluce“ je termín, který na tiskové konferenci použila náměstkyně ministra zahraničí USA pro globální záležitosti Paula J. Dobriansky a použila ho pro srovnání s Růžovou revolucí v Gruzii, Oranžovou revolucí na Ukrajině a Fialovou revolucí v Iráku. Mezi další použivané názvy patří Cedrové jaro (arabsky ربيع الأرز‎), odkazující na roční období, kdy vypukly první protesty, a také jako narážka na slavná hnutí za svobodu a nezávislost, jako bylo Pražské jaro či Damašské jaro. Místní média, jako například LBC a Future TV, používají pro označení této události názvy jako Libanonská nezávislost, Libanonské jaro nebo Nezávislost 05. Revoluce je známá teké pod označením Povstání za nezávislost (arabsky انتفاضة الاستقلال‎).
Slovo cedr odkazuje na státní symbol, cedr libanonský, strom, který je mimo jiné vyobrazen na libanonské vlajce.

## Pozadí

### Protesty roku 2001
Dne 7. srpna 2001 se v Libanonu konala demonstrace proti syrské okupaci, která se ovšem změnila v násilnosti. Když se společné libanonsko-syrský bezpečnostní složky pokusily potlačit vzpouru, vyústilo to v zatčení stovek lidí bez právního důvodu. Bezpečnostní složky tehdy napadly stovky mladých aktivistů.

### Útok na Rafíka Harírího
Dne 14. února 2005 byl při výbochu bomby umístěné na nákladním automobilu zavražděn bývalý libanonský premiér Rafík Harírí. Útok si vyžádal 21 mrtvých a téměř 100 zraněných. Na následky zranění utrpěných při výbuchu později zemřel i bývalý ministr hospodářství a obchodu Bassel Fleihan. Tento útok vyvolal obrovské demonstrace, které zřejmě sjednotily velké množství občanů z obvykle roztříštěného a nábožensky rozděleného libanonského obyvatelstva. Jednalo se o druhý podobný incident během čtyř měsíců: bývalý ministr a poslanec Marwan Hamadeh přežil útok bombou nastraženou v autě 1. října 2004.